# Болдуин, Патрик
Патрик О’Нил Болдуин младший (англ. Patrick O’Neal Baldwin Jr.; род. 18 ноября 2002, Грин-Бей, Висконсин) — американский профессиональный баскетболист клуба НБА «Лос-Анджелес Клипперс».

## Ранние годы
Патрик Болдуин вырос в Эванстоне, штат Иллинойс, пока учился до 8 класса. В 2017 году, летом перед первым курсом, семья Болдуина переехала в Висконсин, потому что его отец стал главным тренером баскетбольной команды в Висконсинском университете в Милуоки.

## Карьера в школе
Болдуин играл в баскетбол в средней школе Гамильтона в Сассексе, штат Висконсин. В течение своего первого курса он был частью команды сезона 2017/2018, которая уступила в финале школе Ошкоша (56:57) с Тайризом Халибертоном в составе. Болдуин набрал в среднем 24,3 очка и 10,8 подборов за игру, заработав награду Баскетболиста года Висконсина по версии Gatorade. Во время второй игры его старшего сезона Болдуин получил травму лодыжки в конце сезона. Он был включён в списки для игр на McDonald’s All-American, Jordan Brand Classic и Nike Hoop Summit.
Болдуин был пятизвездочным новобранцем и одним из лучших игроков в классе 2021 года. 12 мая 2021 года он взял на себя обязательство играть в баскетбол за «Милуоки». Он также был самым молодым игроком, когда-либо получившим предложение сыграть в «Дьюке», получив предложение на втором курсе средней школы. Он стал рекрутом с самым высоким рейтингом, который когда-либо пошёл в Лигу Горизонт.

## Карьера в колледже
В своём дебюте Болдуин набрал 21 очко и 10 подборов в победной игре против «Северной Дакоты» (75:60). 23 ноября 2021 года он получил травму ноги в проигрышной игре против «Боулинг-Грин», заставив его пропустить несколько игр. Болдуин получил травму голеностопного сустава 5 января 2022 года в победном матче против «Грин-Бея» (63:49). Болдуин вернулся 4 февраля 2022 года в проигрышной игре против «Пердью Форт-Уэйн» (60:70). Он также сыграл в следующих двух конференц-играх против «Кливленд Стэйт» и «Северного Кентукки», в среднем набрав 6,5 очков за средние 30 минут. Болдуин набрал в среднем 12,1 очка и 5,8 подборов за игру в качестве первокурсника. 22 апреля 2022 года Болдуин объявил об участии на драфте НБА 2022 года, отказавшись от оставшегося права в колледже.

## Карьера в НБА

### «Голден Стэйт Уорриорз»/«Санта-Круз Уорриорз» (2022—2023)
Болдуин был выбран под 28-м общим выбором командой «Голден Стэйт Уорриорз» на драфте НБА 2022 года. 6 июля 2022 года «Уорриорз» объявили, что подписали Болдуин.
24 октября 2022 года Болдуин был отправлен в фарм-клуб «Санта-Круз Уорриорз». 30 октября он дебютировал в НБА, сыграв последнюю минуту в проигрышном матче против «Детройт Пистонс» (114:128).
21 декабря 2022 года Болдуин набрал рекордные 17 очков за 23 минуты проигрышной игры против «Бруклин Нетс» (113:143). Через неделю он набрал 11 очков за 13 минут победного матча против «Юта Джаз» (112:107). 5 февраля 2023 года вновь был отправлен в Джи-Лигу НБА.

### «Вашингтон Уизардс»/«Кэпитал-Сити Гоу-Гоу» (2023—2025)
6 июля 2023 года «Уорриорз» обменяли Болдуина, Джордана Пула, Райана Роллинса и драфт-пики в «Вашингтон Уизардс» в обмен на Криса Пола. В течение двух сезонов с «Уизардс» он несколько раз отправлялся в фарм-клуб «Кэпитал-Сити Гоу-Гоу».
6 февраля 2025 года Болдуин был обменён в Сан-Антонио Спёрс в рамках многокомандной сделки, но на следующий день от него отказались.

### «Сан-Диего Клипперс»/«Лос-Анджелес Клипперс» (2025—настоящее время)
19 февраля 2025 года Болдуин подписал контракт с «Сан-Диего Клипперс» из Джи-Лиги НБА, а 1 марта он подписал двухсторонний контракт с «Лос-Анджелес Клипперс».

## Карьера за сборную
Болдуин представлял США на юношеском чемпионате мира 2021 года в Латвии. Он набирал в среднем 7,7 очков и 5 подборов за игру, помогая команде выиграть золотую медаль. Он реализовал 47% бросков. Он также попал в июле в лагерь сборной и был выбран для участия на Summit Nike Hoop, но это событие не было сыграно из-за COVID-19.

## Личная жизнь
Его отец, Пэт, был выдающимся баскетбольным игроком команды Северо-Западного университета, а затем был главным тренером в «Милуоки» и в настоящее время является помощником главного тренера в «Валпарейзо». Его мать, Шон, играла в волейбол за Северо-Западный университет.

## Статистика

### Статистика в НБА
| Сезон                                                                                    | Команда      | Регулярный сезон | Регулярный сезон | Регулярный сезон | Регулярный сезон | Регулярный сезон | Регулярный сезон | Регулярный сезон | Регулярный сезон | Регулярный сезон | Регулярный сезон | Регулярный сезон | Серия плей-офф | Серия плей-офф | Серия плей-офф | Серия плей-офф | Серия плей-офф | Серия плей-офф | Серия плей-офф | Серия плей-офф | Серия плей-офф | Серия плей-офф | Серия плей-офф |
| Сезон                                                                                    | Команда      | GP               | GS               | MPG              | FG%              | 3P%              | FT%              | RPG              | APG              | SPG              | BPG              | PPG              | GP             | GS             | MPG            | FG%            | 3P%            | FT%            | RPG            | APG            | SPG            | BPG            | PPG            |
| ---------------------------------------------------------------------------------------- | ------------ | ---------------- | ---------------- | ---------------- | ---------------- | ---------------- | ---------------- | ---------------- | ---------------- | ---------------- | ---------------- | ---------------- | -------------- | -------------- | -------------- | -------------- | -------------- | -------------- | -------------- | -------------- | -------------- | -------------- | -------------- |
| 2022/23                                                                                  | Голден Стэйт | 31               | 0                | 7,3              | 39,4             | 38,1             | 66,7             | 1,3              | 0,4              | 0,2              | 0,1              | 3,9              | 3              | 0              | 3,8            | 0,0            | 0,0            | -              | 1,0            | 0,3            | 0,0            | 0,0            | 0,0            |
| 2023/24                                                                                  | Вашингтон    | 38               | 7                | 13,0             | 38,1             | 32,0             | 67,9             | 3,2              | 0,8              | 0,5              | 0,4              | 4,4              | Не участвовал  | Не участвовал  | Не участвовал  | Не участвовал  | Не участвовал  | Не участвовал  | Не участвовал  | Не участвовал  | Не участвовал  | Не участвовал  | Не участвовал  |
| 2024/25                                                                                  | Вашингтон    | 22               | 0                | 4,6              | 51,5             | 52,4             | 50,0             | 1,0              | 0,1              | 0,1              | 0,1              | 2,1              | Не участвовал  | Не участвовал  | Не участвовал  | Не участвовал  | Не участвовал  | Не участвовал  | Не участвовал  | Не участвовал  | Не участвовал  | Не участвовал  | Не участвовал  |
| 2023/24                                                                                  | Клипперс     | 2                | 0                | 3,0              | 100,0            | 100,0            | -                | 1,5              | 0,5              | 0,0              | 0,0              | 3,0              | Не участвовал  | Не участвовал  | Не участвовал  | Не участвовал  | Не участвовал  | Не участвовал  | Не участвовал  | Не участвовал  | Не участвовал  | Не участвовал  | Не участвовал  |
|                                                                                          | Всего        | 93               | 7                | 8,9              | 40,5             | 37,3             | 65,8             | 2,0              | 0,5              | 0,3              | 0,2              | 3,7              | 3              | 0              | 3,8            | 0,0            | 0,0            | -              | 1,0            | 0,3            | 0,0            | 0,0            | 0,0            |
| Наведите курсор мыши на аббревиатуры в заголовке таблицы, чтобы прочесть их расшифровку. |              |                  |                  |                  |                  |                  |                  |                  |                  |                  |                  |                  |                |                |                |                |                |                |                |                |                |                |                |

### Статистика в NCAA
| Сезон | Команда | Conf          | Class | GP | GS | MPG  | FG%  | 3P%  | FT%  | RPG | APG | SPG | BPG | PPG  |
| --- | ------- | ------------- | ----- | -- | -- | ---- | ---- | ---- | ---- | --- | --- | --- | --- | ---- |
| 2021/22 | Милуоки | Лига Горизонт | FR    | 11 | 10 | 28,5 | 34,4 | 26,6 | 74,3 | 5,8 | 1,5 | 0,8 | 0,8 | 12,1 |
| Всего | Всего   | Всего         | Всего | 11 | 10 | 28,5 | 34,4 | 26,6 | 74,3 | 5,8 | 1,5 | 0,8 | 0,8 | 12,1 |
| Наведите курсор мыши на аббревиатуры в заголовке таблицы, чтобы прочесть их расшифровку Статистика приведена с сайта sports-reference.com |         |               |       |    |    |      |      |      |      |     |     |     |     |      |